# Вернёй (Шер)
Вернёй (фр. Verneuil) — коммуна во Франции, находится в регионе Центр. Департамент — Шер. Входит в состав кантона Дён-сюр-Орон. Округ коммуны — Сент-Аман-Монтрон.
Код INSEE коммуны — 18277.

## География
Коммуна расположена приблизительно в 230 км к югу от Парижа, в 135 км юго-восточнее Орлеана, в 34 км к юго-востоку от Буржа.
По территории коммуны протекает река Орон и канал Берри.

## Население
Население коммуны на 2008 год составляло 44 человека.
| 1962 | 1968 | 1975 | 1982 | 1990 | 1999 | 2008 |
| ---- | ---- | ---- | ---- | ---- | ---- | ---- |
| 66   | 68   | 44   | 48   | 39   | 37   | 44   |

## Экономика

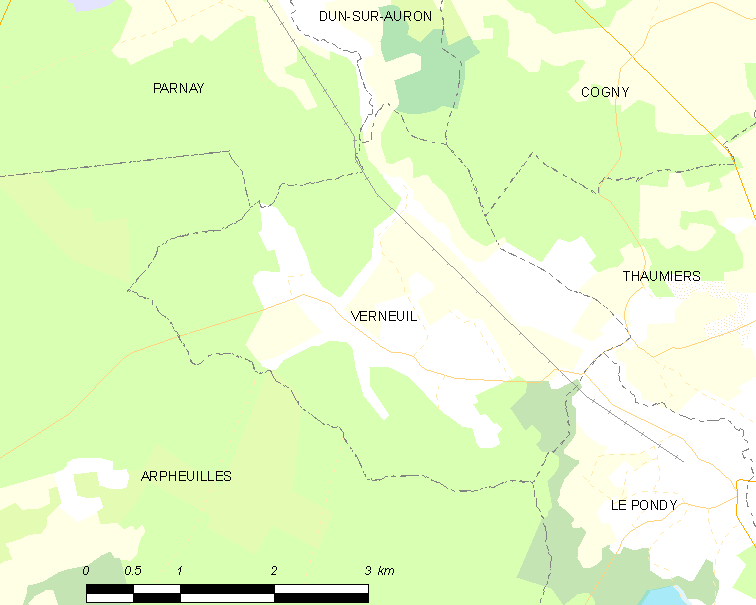
Карта коммуны

В 2007 году среди 27 человек в трудоспособном возрасте (15-64 лет) 21 были экономически активными, 6 — неактивными (показатель активности — 77,8 %, в 1999 году было 54,2 %). Из 21 активных работали 17 человек (10 мужчин и 7 женщин), безработных было 4 (1 мужчина и 3 женщины). Среди 6 неактивных 3 человека были учениками или студентами, 2 — пенсионерами, 1 были неактивными по другим причинам.